# Alain Gillot (homme politique)
Pour les articles homonymes, voir Alain Gillot et Gillot.
Alain Gillot, né le 21 mars 1927, est un homme politique et architecte français.

## Détail des fonctions et des mandats

### Responsabilités ordinales
De 1978 à 1981, il est président du conseil national de l'ordre des architectes,,.

### Mandat parlementaire
- 17 juillet 1979 - 30 septembre 1980 : Député européen